# 美洲紅盲鰻
美洲紅盲鰻（學名：Rubicundus lopheliae），為盲鰻科紅盲鰻屬下的一個種，它最初被分類為Eptatretus屬，但2013年的一項分析被重新分類在Rubicundus屬，該物種可以透過其缺乏鼻竇乳頭、五對鰓袋和細長的管狀鼻孔來識別，身體延長呈圓柱狀，體後方側扁，眼退化為皮膚所覆蓋，無上下頜，身體和臉部都是粉橙色的，最顯著的特徵是細長的管狀鼻孔，分布於西北大西洋美國海域，深度382至700公尺，體長可達20.1公分，棲息在深海，屬肉食性，沒有交配器官，性腺位於腹膜腔內，卵巢位於性腺的前部，睾丸位於性腺的後部，若性腺的顱部發育，則動物成為雌性；若性腺的尾部發生分化，則動物成為雄性，生活習性不明。